# Karl Beurle

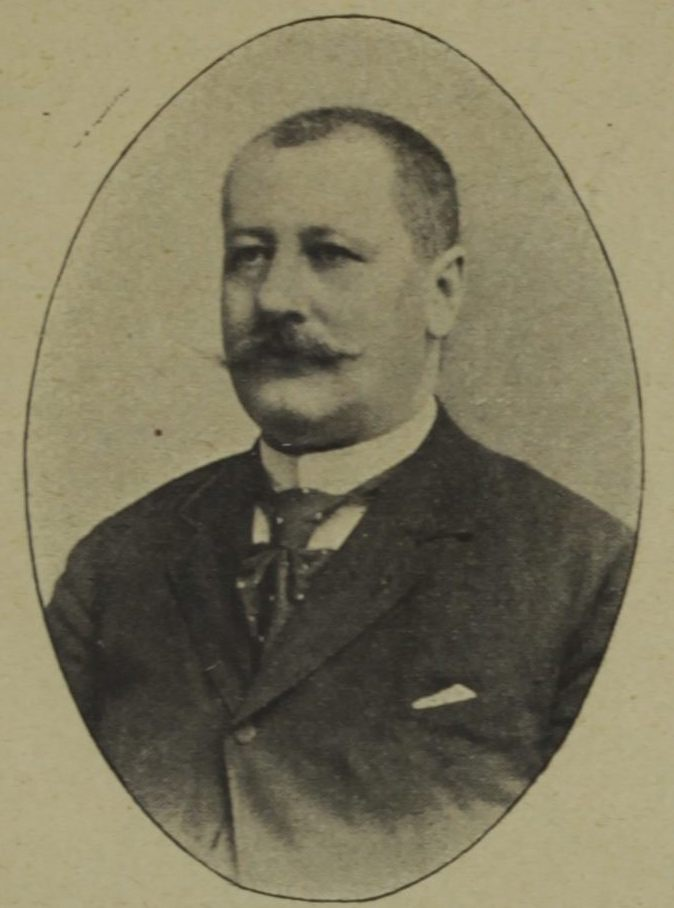
Karl Beurle, um 1901

Karl Beurle (auch Carl Beurle; * 24. April 1860 in Großhof bei Porlitz, Mähren; † 4. Jänner 1919 in Linz) war ein österreichischer Rechtsanwalt, Wirtschaftspionier und deutschnationaler Politiker.

## Biografie
Karl Beurle wurde bis zum zehnten Lebensjahr von Privatlehrern unterrichtet. Georg von Schönerer war ein Freund der Familie und wichtigster Einfluss auf die politische Sozialisation des Heranwachsenden. Karl Beurle besuchte das Schottengymnasium in Wien. Nach der Matura studierte er Rechtswissenschaften an der Universität Wien, wo er 1876 Mitglied der Burschenschaft Libertas wurde und 1882 Ehrenmitglied der Burschenschaft Germania Leoben, und schloss 1884 mit der Promotion ab. In der Burschenschaft Libertas wurde früh der Rassenantisemitismus vertreten und 1878 ein Arierparagraph eingeführt. Beurle selbst betonte, dass die Burschenschaft bereits 1874 „judenrein“ gewesen sei.

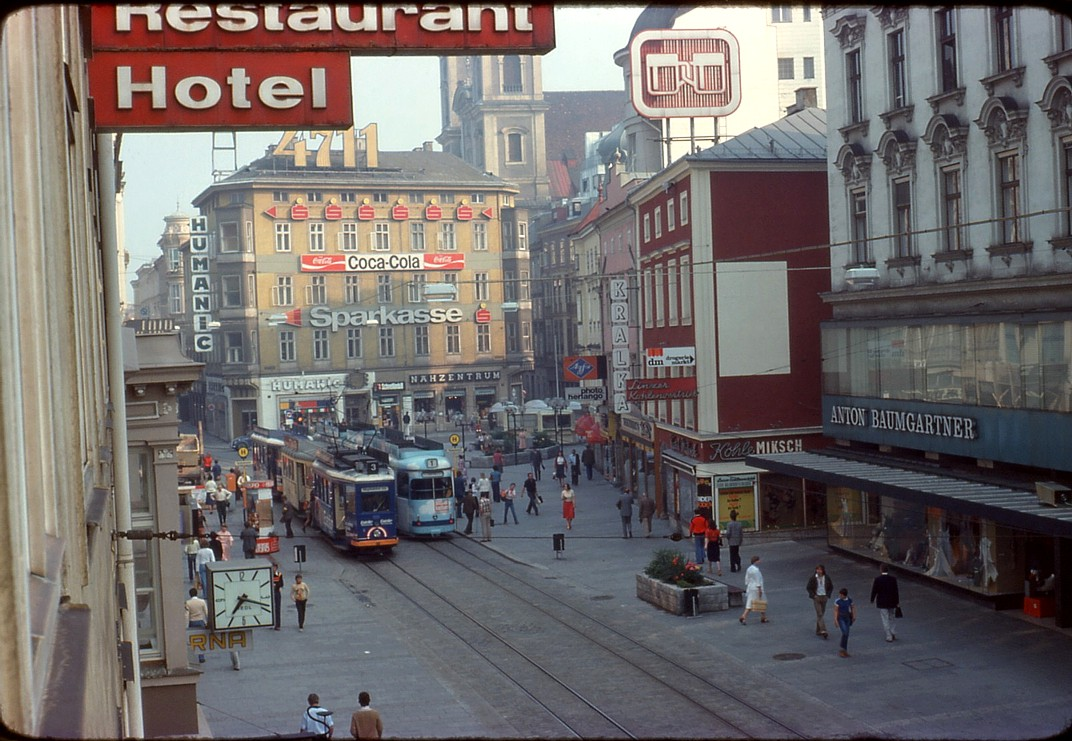
Im Beurle-Haus am Linzer Taubenmarkt (Mitte rechts; in den 1970ern mit Brau-AG-Emblem am Dach) befindet sich noch heute die Anwaltskanzlei Beurle

1883 wurde Beurle Konzipient in der Rechtsanwaltskanzlei Ernst Jäger in Linz. Beruflich betätigte sich Beurle zusätzlich als Lehrer für Handels- und Wechselrecht an der Handelsakademie Linz. Ab 1890 war er selbständiger Rechtsanwalt in Linz. Er war 1898 ein Mitgründer der Linzer Tramway- und Elektrizitätsgesellschaft (ESG). Ab 1905 war er Rechtsberater und später Eigentümer der Poschacher Brauerei, weiters war er Präsident der Brauereien Wieselburg, Gmunden, Kaltenhausen (später Brau AG) und Präsident des Verwaltungsrates der ESG. Beurle war auch Mitarbeiter der Zeitschriften Unverfälschte deutsche Worte (Linz), Kyffhäuser (Linz) und Bauernfreund. Im Jahr 1893 war er Mitbegründer der Parteizeitung Linzer Montagspost.
Ab 1885 war er Ausschussmitglied im Liberal-politischen Verein. Er warb unter den Linzer Liberalen für die Ideen Schönerers und dessen Linzer Programm sowie für den Rassenantisemitismus. In Anpassung an die deutschnationalen Ideen wurde der Liberal-politische Verein 1888 in den Deutschen Verein umbenannt. Da er aber keine Einführung eines Arierparagraphen erreichen konnte, gründete Beurle im selben Jahr gemeinsam mit Julius Sylvester seine eigene Partei, den Deutschnationalen Verein für Oberösterreich und Salzburg. Nach der erfolgreichen Reichsratswahl 1897 gründete er als Nachfolgeorganisation den Volksverein für Oberösterreich, in dem alle nationalen Strömungen vereint und auch die unterlegenen Liberalen aufgesogen werden sollten. Dabei ging er zunehmend pragmatische Kompromisse ein, was allmählich zu einem Zerwürfnis mit Schönerer führte und einer Annäherung an die Deutsche Volkspartei Otto Steinwenders. Nach der wenig erfolgreichen Reichsratswahl 1907 reorganisierte er die Partei und wandelte den Deutschnationalen Verein gemeinsam mit Franz Dinghofer und Franz Langoth zum Deutschen Volksbund, der bei der Reichsratswahl 1911 reüssierte.
Von 1890 bis 1895 und von 1897 bis 1915 war Beurle oberösterreichischer Landtagsabgeordneter, von 1895 bis 1898 Gemeinderat in Linz und von 1901 bis 1907 Abgeordneter zum Österreichischen Reichstag. Im Jahr 1917 wurde er zum Mitglied des Herrenhauses ernannt. 1918/19 war er Mitglied der Provisorischen Landesversammlung Oberösterreich.
Am 3. Dezember 1917 erwarb er für die Burschenschaft der Ostmark einen stark verwahrlosten Wehrturm der Linzer Turmbefestigung, den heutigen Burschenschafterturm.
Beurle war verheiratet und hatte fünf Kinder.
Am Linzer Pöstlingberg befindet sich der nach ihm benannte Beurleweg.